# Дербамон
Дербамон (фр. Derbamont) насеље је и општина у североисточној Француској у региону Лорена, у департману Вогези која припада префектури Епинал.
По подацима из 2011. године у општини је живело 92 становника, а густина насељености је износила 13,47 становника/km². Општина се простире на површини од 6,83 km². Налази се на средњој надморској висини од | метара (максималној 414 m, а минималној 294 m).

## Демографија
| 1962. | 1968. | 1975. | 1982. | 1990. | 2011. |
| ----- | ----- | ----- | ----- | ----- | ----- |
| 153   | 141   | 119   | 109   | 115   | 92    |

График промене броја становника у току последњих година